# Sikorsky S-51
El Sikorsky S-51 (también designado internamente como VS-327) fue un helicóptero fabricado por la Sikorsky Aircraft Corporation, que fue empleado por la Fuerza Aérea de los Estados Unidos (designado como H-5), y por su predecesora, las Fuerzas Aéreas del Ejército de los Estados Unidos (designado como R-5). Asimismo, también fue empleado por la Armada de los Estados Unidos y la Guardia Costera de los Estados Unidos (designado como HO2S y HO3S). 
En diciembre de 1946 se firmó un acuerdo entre la compañía Westland Aircraft y Sikorsky para la producción de una versión británica del S-51, que sería fabricada bajo licencia productiva en el Reino Unido, conocida como Westland-Sikorsky WS-51 Dragonfly. La producción del S-51 se mantuvo desde 1947 hasta 1951, llegándose a fabricar más de 300 unidades de todas las variantes producidas.

## Diseño y desarrollo

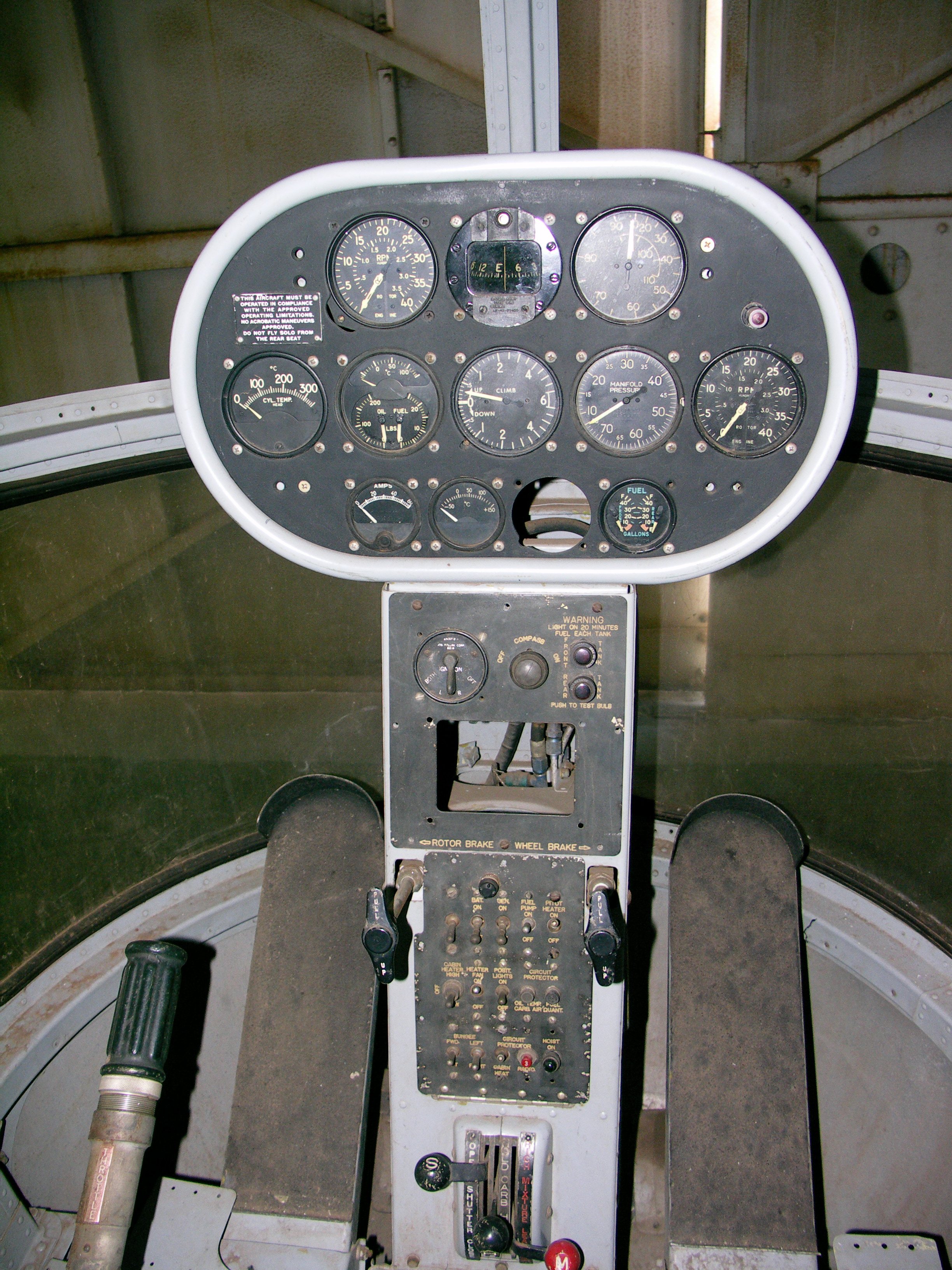
Panel de instrumentos del S-51.

El H-5 fue construido originalmente por Sikorsky como su modelo S-48, designado como R-5 por las Fuerzas Aéreas del Ejército de los Estados Unidos. Fue diseñado para proporcionar un helicóptero que tuviera mayor carga útil, autonomía, velocidad y techo de vuelo que el Sikorsky R-4. El R-5 se diferenciaba del R-4 en que tenía un diámetro de rotor aumentado y un nuevo y más largo fuselaje para dos personas en tándem, aunque retenía el tren de aterrizaje de rueda de cola del R-4. Más grande que el R-4 o el posterior R-6, el R-5 estaba equipado con el más potente motor radial Wasp Junior de 450 hp, y rápidamente se probó como el más exitoso de los tres modelos. El primer XR-5 de cuatro ordenados realizó su primer vuelo el 18 de agosto de 1943. En marzo de 1944, las Fuerzas Aéreas del Ejército ordenaron 26 YR-5A para realizar pruebas de servicio, y en febrero de 1945, el primer YR-5A fue entregado. Esta orden fue seguida por un contrato de producción de 100 R-5, equipados con soportes para transportar dos camillas, pero realmente solo se entregaron 34 unidades. De estos, catorce eran R-5A, básicamente idénticos al YR-5A. Los restantes veinte fueron construidos como R-5D triplaza, que tenían una cabina ensanchada con un banco trasero de dos plazas y una pequeña rueda de morro añadida al tren de aterrizaje, y podían ser equipados opcionalmente con un montacargas de rescate y un depósito de combustible auxiliar externo. Cinco de los YR-5A de pruebas de servicio fueron más tarde convertidos en YR-5E de doble mando. La Armada de los Estados Unidos evaluó tres R-5A como HO2S-1.
Sikorsky pronto desarrolló una versión modificada del R-5, el S-51, presentando un mayor diámetro de rotor, mayores capacidad de transporte y peso cargado, y una configuración del tren de aterrizaje rediseñada; voló por primera vez el 16 de febrero de 1946. Con espacio para tres pasajeros más el piloto, el S-51 estaba destinado inicialmente tanto a operadores civiles como militares, y fue el primer helicóptero en ser vendido a un usuario comercial. La USAF ordenó once S-51 y los designó R-5F, mientras que 92 aparatos fueron a la Armada estadounidense como HO3S-1, conocidos comúnmente como el "Caballo" (Horse).
En el Reino Unido, Westland Aircraft comenzó la producción en 1946 del Westland-Sikorsky S-51 Dragonfly para la Marina Real y la Real Fuerza Aérea, estando propulsados todos ellos por un motor Alvis Leonides de 500 hp. Este le daba una mejorada velocidad máxima de 165 km/h y un techo de vuelo de 4267 m (14 000 pies). En total, se construyeron 133 helicópteros Westland-Sikorsky Dragonfly. Una versión muy modificada también fue desarrollada por Westland como Westland Widgeon, pero el modelo nunca fue adoptado para el servicio.
La Armada estadounidense ordenó cuatro S-51 de "stock" a Sikorsky a finales de 1946, para usarlos en la Antártida y en la Operación Highjump, y los adscribió al inventario naval como HO3S-1. Llevados a bordo del portahidroaviones USS Pine Island (AV-12), en el Día de Navidad de 1946, un HO3S-1 del VX-3, pilotado por al Lieutenant Commander Walter M. Sessums, se convirtió en el primer helicóptero en volar en la Antártida. Habiendo demostrado sus capacidades, la orden naval inicial de HO3S-1 fue seguida por una compra de 42 aeronaves adicionales en 1948. La Armada equipó varias clases de buques de guerra con helicópteros utilitarios HO3S-1, incluyendo portaaviones, portahidroaviones, rompehielos, cruceros de la Clase Des Moines, y acorazados de la Clase Iowa. En febrero del mismo año, el Cuerpo de Marines había equipado al HMX-1, su primer Escuadrón de Transporte de Helicópteros de los Marines regular, con seis aeronaves HO3S-1. Con una carga de pasajeros de solo tres personas poco equipadas, los HO3S-1 fueron operados principalmente en tareas utilitarias por los Marines; para las tareas de transporte, se añadieron más tarde al escuadrón nueve HRP-1 de rotores en tándem adicionales, construidos por Piasecki. Finalmente, la Armada estadounidense adquirió un total de 88 helicópteros HO3S-1 (S-51).
Se construyeron 39 helicópteros adicionales especializados en rescate, como H-5G, en 1948, mientras que 16 fueron equipados con flotadores, como los anfibios H-5H en 1949.
Varios H-5H fueron convertidos en 1949 para realizar una tarea única de evacuación médica, con camillas de heridos, cargadas a través de escotillas de burbuja, a los lados del fuselaje. El puesto trasero de camilla estaba localizado justo delante del puro de cola y el puesto principal de camillas estaba detrás de la cabina de la tripulación. El puesto delantero podía acomodar a dos heridos, que eran accesibles por el médico en vuelo, mientras que en el puesto trasero solo podía ir un herido, no accesible por el médico en vuelo. Se conoce poca información acerca del uso operativo de esta modificación por la USAF, siendo abandonada poco después de unas pruebas en 1950.
El R-5 había sido designado bajo el sistema de las Fuerzas Aéreas del Ejército de los Estados Unidos, una serie que comenzó con el R-1 y avanzó hasta el R-16. En 1947, con el inicio de la Fuerza Aérea de los Estados Unidos, el sistema cambió, y muchas aeronaves, pero no todas, fueron redesignadas. El R-5 se convirtió en H-5. El Ejército de los Estados Unidos abandonó su propio sistema de designación en los años 50, resultando en nuevas designaciones para sus proyectos de helicópteros. En 1962, bajo el nuevo sistema triservicio, a muchas aeronaves de la Armada y del Ejército se les dio un número bajo. Bajo el sistema de 1962, los números H bajos fueron asignados a nuevas aeronaves. Por ejemplo, el H-5 fue dado al OH-5, un diseño de prototipo que nunca entró en servicio.

## Historia operacional

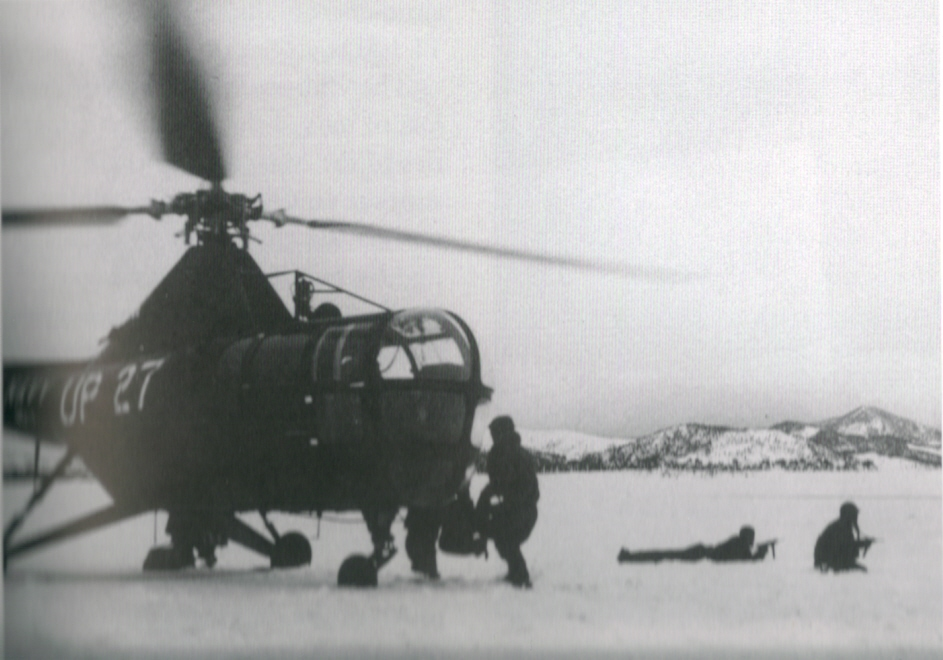
Un HO3S-1 de la Armada estadounidense en acción durante la guerra de Corea (1950-1953).

Durante su servicio, el H-5/HO3S-1 fue usado en misiones utilitarias, de rescate y humanitarias por todo el mundo, incluyendo vuelos durante la Operación Highjump en la Antártida. Mientras que la potencia extra del H-5 lo hacía significativamente más útil que sus primos R-4 y R-6, el H-5/HO3S-1 sufría, como muchas de las primeras y pequeñas máquinas monorrotores de asientos en tándem, de problemas del centro de gravedad. Como cosa rutinaria, el helicóptero estaba equipado con dos pesas de hierro (cada una en una funda de lona), una de 11 kg, y la otra de 23 kg. Volando sin pasajeros, ambas pesas se colocaban por delante del piloto. Con tres pasajeros, ambas pesas de colocaban normalmente en el compartimento de equipaje. Sin embargo, en condiciones de altas temperaturas ambiente, que reducían la sustentación debido a la menor densidad del aire, ambas pesas eran desechadas. Si no se podían recuperar las pesas más tarde, los pilotos de futuras misiones eran forzados a utilizar rocas u otros pesos improvisados junto al piloto tras descargar tres pasajeros, o de lo contrario viajar a unos lentísimos 46 km/h.
El H-5/HO3S-1 ganó su mayor fama durante la guerra de Corea, cuando fue solicitado repetidamente para rescatar pilotos de las Naciones Unidas derribados detrás de las líneas enemigas, y para evacuar personal herido de las áreas del frente. Finalmente fue reemplazado en la mayoría de las misiones por el H-19 Chickasaw. En 1957, los últimos helicópteros H-5 y HO3S-1 fueron retirados del servicio activo estadounidense.

## Variantes

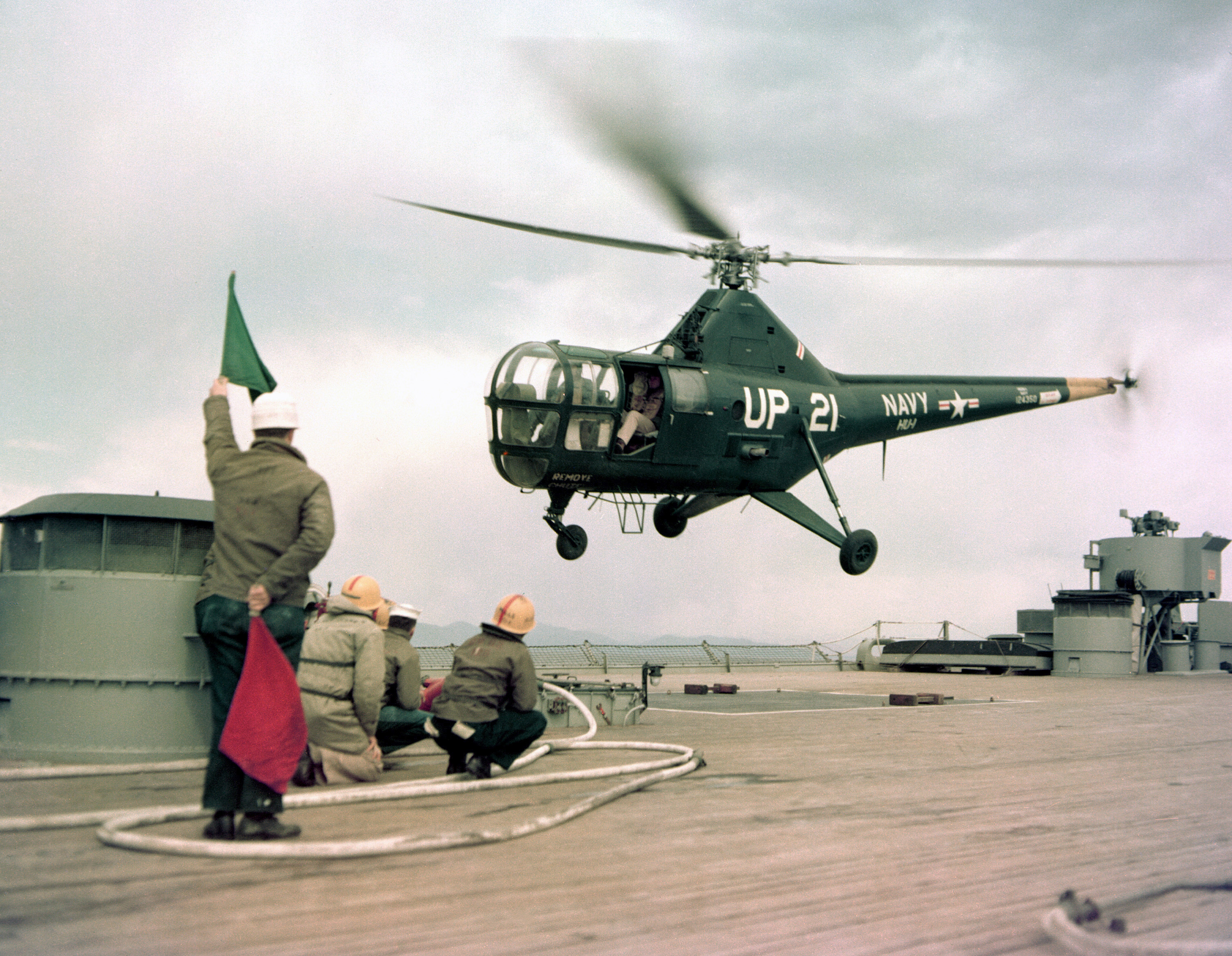
Un HO3S-1 de la Armada de los Estados Unidos en 1953.

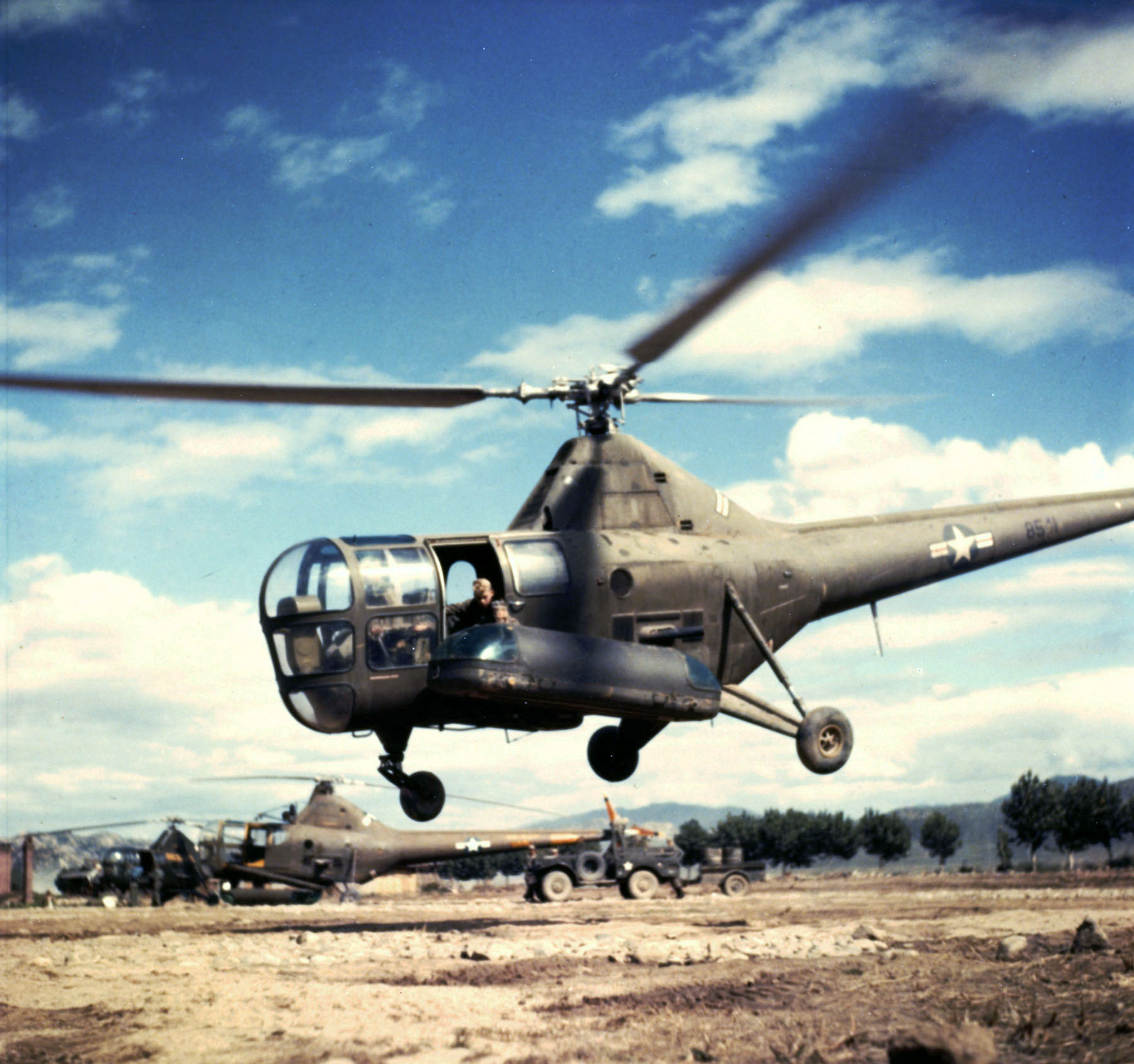
Un R-5 de la USAF preparado para misiones MEDEVAC en Corea en 1950.

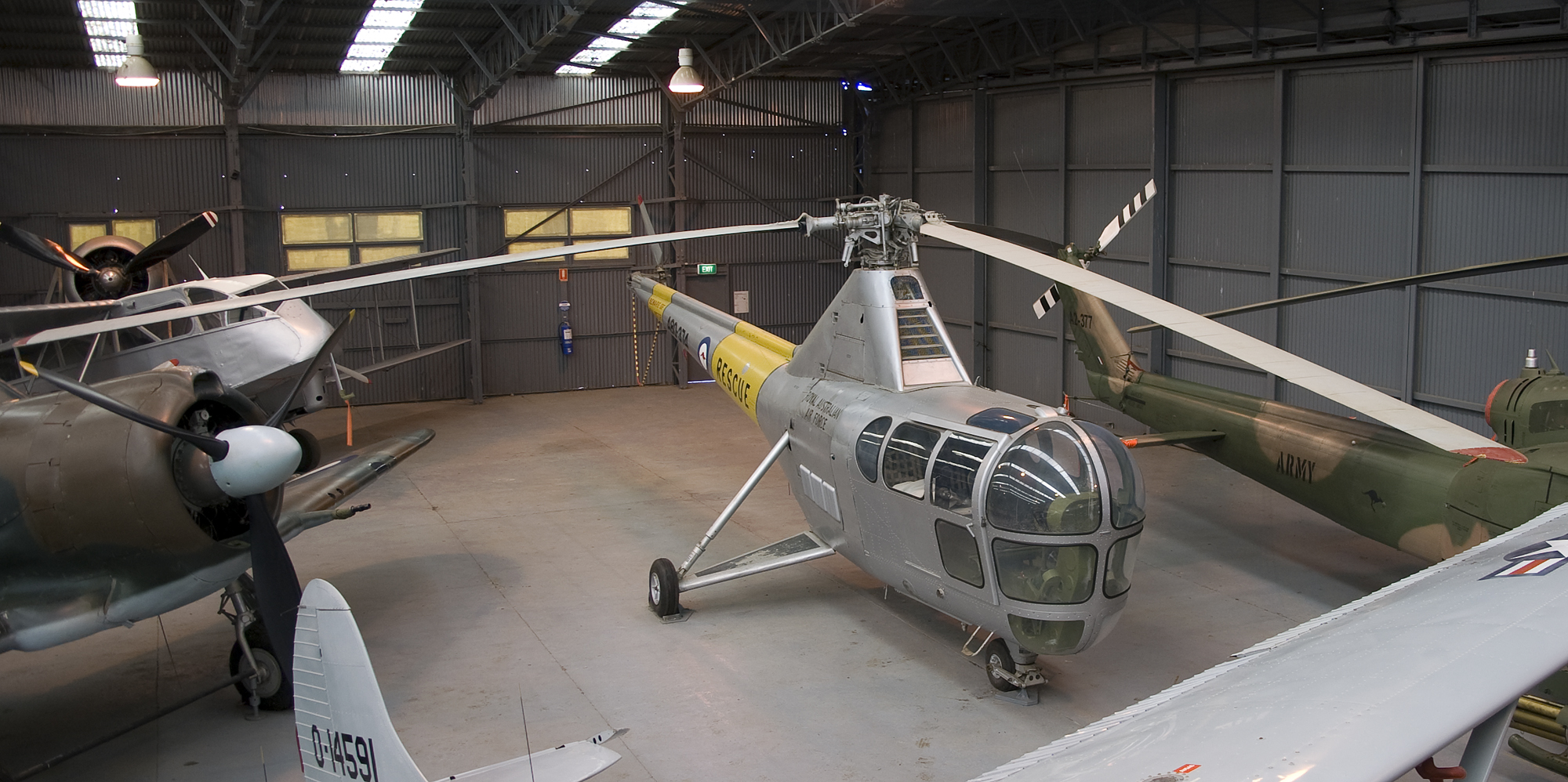
Sikorsky S-51 A80-374 de la RAAF en el Museo de la Real Fuerza Aérea Australiana.

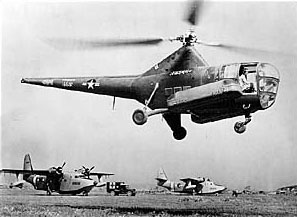
Sikorsky H-5 y Grumman SA-16 de la USAF.

XR-5
Prototipo basado en el VS-372, con dos asientos y tren de aterrizaje trasero monociclo. Propulsado por un R-985-AN-5 de 450 hp, 5 construidos.
YR-5A
Variante del XR-5, con modificaciones menores, 26 fabricados, incluyendo dos para la Armada de los Estados Unidos como HO2S-1.
R-5A
Modelo de búsqueda y rescate, 34 fabricados, posteriormente redesignados como H-5A.
R-5B
Modificación del R-5A, ninguno fabricado.
YR-5C
Modificación del R-5A, ninguno fabricado.
R-5D
Modificación del R-5A con tren de aterrizaje delantero y montacargas para rescate. 20 conversiones, posteriormente redesignados como H-5D.
YR-5E
Modificación del YR-5A con doble mando, 5 conversiones, posteriormente redesignados YH-5E.
R-5F
Modelo civil del S-51 cuatriplaza presentado en 1947, 11 fabricados y posteriormente redesignados como H-5F.
H-5A
Redesignación del R-5A.
H-5D
Redesignación del R-5D.
YH-5E
Redesignación del YR-5E.
H-5F
Redesignación del R-5F.
H-5G
Variante cuatriplaza, como el H-5F, pero con equipo de rescate, 39 fabricados.
H-5H
Variante del H-5G con equipos modernizados, 16 fabricados.
HO2S-1
Dos YR-5A, empleados por la Armada de los Estados Unidos, posteriormente transferidos a la Guardia Costera. El pedido inicial era de 34 unidades, pero fue cancelado a favor del HO3S-1.
HO3S-1
Versión de cuatro plazas para la Armada estadounidense, similar al H-5F, 88 fabricados.
HO3S-1G
HO3S-1 para la Guardia Costera estadounidense, 9 fabricados.
HO3S-2
Versión naval del H-5H, ninguno fabricado.
HO3S-3
Un HO3S-1 modificado en 1950 con rotor rediseñado.
S-51
Versión civil.

## Operadores
Argentina
- Armada Argentina[11]
- Fuerza Aérea Argentina

 Australia

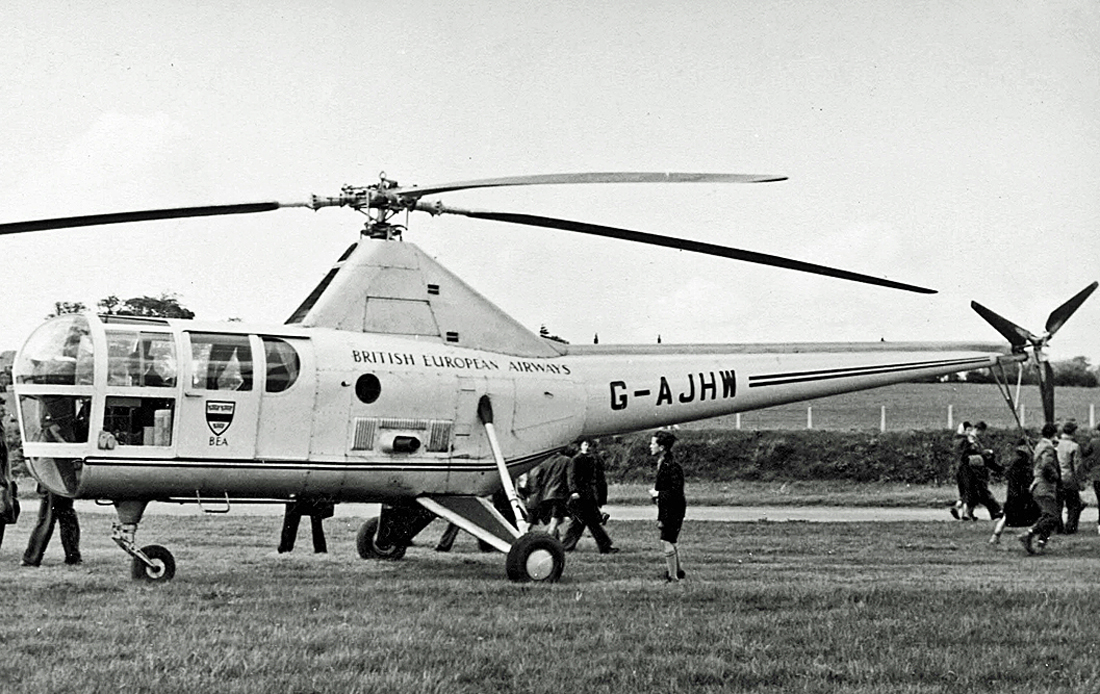
Sikorsky S-51 de la British European Airways en 1953.

- Real Fuerza Aérea Australiana: Tres en servicio desde 1947 hasta 1964.[12]

 Brasil
 Canadá
- Real Fuerza Aérea Canadiense[13]

 Estados Unidos
- Los Angeles Airways[14]
- Ejército de los Estados Unidos
- Fuerza Aérea de los Estados Unidos[2][15]
- Armada de los Estados Unidos[15]
- Guardia Costera de los Estados Unidos[16]

 Filipinas
 Francia
- Armada Francesa[17]

 Japón
- Armada de Autodefensa de Japón

 Países Bajos
- Marina Real Holandesa[18]

 Reino Unido
- Marina Real Británica
- British European Airways

 Sudáfrica
- Fuerza Aérea Sudafricana[19]

 Tailandia
 Venezuela

## Especificaciones
Referencia datos: United States Military Aircraft since 1909

### Características generales
- Tripulación: Uno o dos
- Capacidad: Dos camillas en alforjas exteriores
- Longitud: 17,4 m (57,1 ft)
- Diámetro rotor principal: 14,6 m (48 ft)
- Altura: 4 m (13 ft)
- Área circular: 168 m² (1808,4 ft²)
- Peso vacío: 1715 kg (3779,9 lb)
- Peso cargado: 2189 kg (4824,6 lb)
- Planta motriz: 1× motor radial de nueve cilindros refrigerado por aire Pratt & Whitney R-985 Wasp Junior.
  - Potencia: 340 kW (469 HP; 462 CV)

### Rendimiento
- Velocidad máxima operativa (Vno): 171 km/h (106 MPH; 92 kt)
- Velocidad crucero (Vc): 580 km/h (360 MPH; 313 kt)
- Techo de vuelo: 4400 m (14 436 ft)

## Aeronaves relacionadas

### Desarrollos relacionados
- Sikorsky R-4
- Sikorsky R-6

### Secuencias de designación
- Secuencia S-_ (interna de Sikorsky): ← S-45 - VS-300 (S-46) - S-47 - S-48 - S-49 - S-50 - S-51 - S-52 - S-53 - S-54 →
- Secuencia R-_ (Alas Rotatorias del USAAC/USAAF, 1941-1948): ← R-2 - R-3 - R-4 - R-5 - R-6 - R-7 - R-8 →
- Secuencia H-_ (Helicópteros de la USAF, 1948-1962): H-5 - H-6 - H-9 - H-10 →
- Secuencia HO_S (Helicópteros de Observación de la Armada estadounidense,1944-1962 (Sikorsky, 1928-1962)): HOS - HO2S - HO3S - HO4S - HO5S